# Салын (Калмыкия)
Салын (калм. Салын) — посёлок (сельского типа) в Калмыкии, в составе Элистинского городского округа.

## Название
Скорее всего, название посёлка является искажением от калм. Салан, которое означает "балковский", "расположенный в балке" (родительный падеж от калм. сала - балка, лощина, ложбина), однако возможен и буквальный перевод названия: калм. салын - имеющий отношение к плоту (родительный падеж от калм. сал - плот)

## История
По состоянию на 1957 год на месте современного посёлка размещалась ферма «Элистинская» колхоза «Родина» Целинного района. В 1958 году при ферме был образован посёлок Салын. Впоследствии здесь был образован пригородный совхоз «Элистинский».

## Физико-географическая характеристика
Посёлок расположен на северо-западе городского округа город Элиста в пределах Ергенинской возвышенности, являющейся частью Восточно-Европейской равнины. Средняя высота над уровнем моря - 151 м. Рельеф местности равнинный. В районе посёлка начинается балка Салына, относящаяся к бассейну реки Яшкуль.
По автомобильной дороге расстояние до столицы Калмыкии города Элиста (центра города) составляет 10 км. К посёлку имеется асфальтированный подъезд от федеральной автодороги Элиста - Волгоград М6 (6,7 км).
Согласно классификации климатов Кёппена-Гейгера посёлок находится в зоне континентального климата с относительно холодной зимой и жарким летом (индекс Dfa). В окрестностях посёлка распространены светлокаштановые почвы различного гранулометрического состава в комплексе с солонцами.
В посёлке, как и на всей территории Калмыкии, действует московское время.

## Население
| 2002 | 2010 |
| ---- | ---- |
| 210  | ↗263 |

Национальный состав
Согласно результатам переписи 2002 года большинство населения посёлка составляли калмыки (81 %)

## Социальная инфраструктура
В посёлке действует сельский клуб - филиал культурного центра "Родина". Медицинское обслуживание жителей обеспечивает городская поликлиника Элисты. Школа и детский сад в посёлке отсутствуют. Образование жители посёлка также получают в образовательных организациях Элисты.
Посёлок электрифицирован и газифицирован (в 2014 году).